# Pierre Biard il Vecchio
Pierre Biard il Vecchio, oppure Pierre Biart il Vecchio o Pierre I Biard (Parigi, 1559 – Parigi, 17 settembre 1609), è stato un architetto e scultore francese.

## Biografia
Pierre Biard il Vecchio nacque a Parigi nel 1559, nipote dell'architetto Colin Biard (1460-1525), noto per la costruzione del Pont Notre-Dame intorno al 1500, figlio di Noël Biart (1520-1570), architetto che lavorò al Museo del Louvre (1551-1568) e al castello di Fontainebleau (1568-1570).
Esponente dello stile tra classico e realistico che caratterizzò la scultura francese sotto Enrico IV di Francia e Luigi XIII di Francia, studiò e perfezionò le sue conoscenze a Roma, dove scoprì l'antica statuaria e i capolavori di Michelangelo, che influenzarono in modo decisivo la sua arte, e una volta rientrato a Parigi, ricevette la carica, nel 1590, di soprintendente alle regie fabbriche.
Nel 1597 eseguì il mausoleo dei duchi d'Epernon, a Saint-Blaise de Cadillac; del monumento non rimane che una raffigurazione della Fama, ora conservata al Museo del Louvre.
La sua opera riflette la duplice tendenza, classica da un lato e naturalistica dall'altro, che caratterizzò la scultura francese nell'epoca di Enrico IV e Luigi XIII di Francia.
Nel 1600, realizzò le sculture del paravento della chiesa di Saint-Étienne-du-Mont a Parigi, incluse le due figure di giovani con sguardi estatici collocate nei pressi del coro. 
Nel 1603 fu assunto per la realizzazione scultorea di quattro cani e quattro cervi per la fontana di Diana del castello di Fontainebleau.
Nel 1604, decorò il timpano del municipio di Parigi con un bassorilievo raffigurante Enrico IV di Francia a cavallo. Il bassorilievo, considerato allora come il capolavoro dell'artista, fu già danneggiato a metà del XVII secolo, e fu distrutto nel 1792.
Suo figlio Pierre Biard il Giovane (1592-1661) fu anche lui uno scultore.